# Els Clots (la Pedra)
Els Clots (dita també Cal Camats o Cal Calat) és una masia del poble de la Pedra, al municipi de la Coma i la Pedra, a la Vall de Lord (Solsonès), inclosa en l'Inventari del Patrimoni Arquitectònic Català.
Situada entre l'ermita de Sant Lleïr de Casabella (a escassos 25 m cap a ponent) i el Torrent de la Barata (a llevant), es troba a 975 msnm d'altitud.
Construcció civil. Masia de planta basilical amb coberta de doble vessant i amb el carener perpendicular a la façana, orientada a migdia.
La masia té una sola planta i les golfes i està ampliada pel cantó de tramuntana. Està construïda amb aparell i pedra molt pobre, reble i pedra totalment irregular.
Els Clots formava part de la parròquia de Sant Lleïr de Casabella i per tant, depenent del monestir de Sant Llorenç de Morunys.